# الهوا مالوش دوا (فلم)
الهوا مالوش دوا هو فيلم مصري عرض عام 1952، بطولة شادية وكمال الشناوي وإسماعيل ياسين، ومن إخراج يوسف معلوف.

## قصة الفيلم
يجمع العمل بين كل من المغامرين (لطيف) و(خفيف) صانعي المشاكل في شركة سنافور، بعد فترة يتم فصلهما من العمل لخطأ ارتكبه كل منهما، وعندما يذهبا لافتتاح أحد خطوط الترولي تصرف لكل منهما مكافأة إلا أن لطيف يبدد مكافآته التي أخذها من الشركة عن طريق الاشتراك في سباق الخيل، ويظهر خطأ في إعلان النتيجة التي كانت سببًا في إفلاسه أنه فاز وسبب هذا الفوز فتاة مجهولة، يبحث لطيف عن هذه الفتاة التي كانت سببًا في إسعاده، يعرف أنها المطربة (سمرة)، يذهب لمكان عملها سعيًا أن يتعرف عليها، أما خفيف فقد تعرف على الراقصة (شعلة)، صاحب الصالة التي تعمل فيها سمارة يطمع فيها، ليقف لطيف في طريقه، ويهدد الرجل والد سمرة بأوراق مزورة أن يبلغ عنه النيابة، يتوب الأب عن لعب الميسر، ويضع لطيف وخفيف خطة، وبعد فترة يخسر صاحب الصالة كل أمواله، والذي يكسبها منه لطيف، تطارد لطيف عصابة من أجل الحصول على أمواله، وفي النهاية يتغلب لطيف على العصابة عن طريق فهم التزوير على الروليت، ويتزوج من سمرة، أما صديقه خفيف فيتزوج من شعلة.

## طاقم التمثيل
- شادية: (سمرة)
- كمال الشناوي: (لطيف)
- إسماعيل ياسين: (خفيف)
- ثريا حلمي: (شعلة)
- فاخر فاخر: (بهجت بيه)
- عبد الرحيم الزرقاني: (محسن بيه)
- رياض القصبجي: (من رجال بهجت)
- عايدة كامل: (ليلى)
- عبد المنعم إسماعيل: (من رجال بهجت)
- علي عبد العال
- أحمد أباظة: (متر دو تيل)
- عبد المنعم سعودي: (المأذون)
- لطفي الحكيم: (رئيس شركة الترولي)
- رشاد حامد: (مندور)
- وهبة حسب الله: (مقدم البرنامج)
- عبد الحميد زكي: (چيكل)
- عبد الغني قمر: (رئيس مجلس إدارة شركة سنافور)
- رجوات منصور
- علي المعاون

## فريق العمل
- إخراج: يوسف معلوف
- قصة: يوسف عيسى
- سيناريو وحوار: أبو السعود الإبياري
- مدير التصوير: مسعود عيسى
- مونتاج: فتحي قاسم
- إنتاج: أفلام هنري بركات
- توزيع: لوتس فيلم (آسيا داغر)

## أغاني الفيلم
- الحظ نصيب، تأليف: عبد العزيز سلام، ألحان أحمد صدقي
- لمين راح أغني، تأليف: صالح جودت، ألحان أحمد صدقي
- الهوا مالوش دوا، تأليف: فتحي قورة، ألحان محمود الشريف
- يلا معايا، تأليف: فتحي قورة، ألحان عزت الجاهلي